# Peter Rabbit

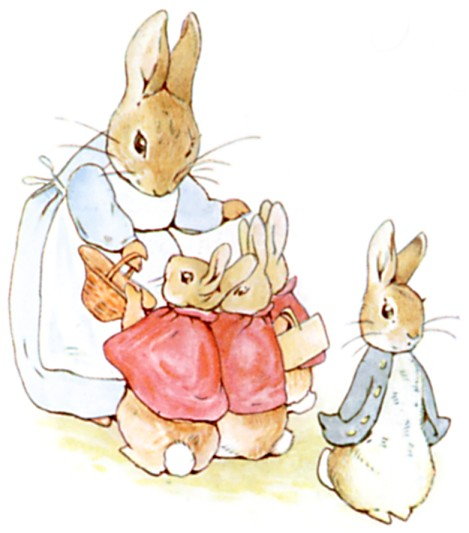
Beatrix Potter: illustratie van Peter Rabbit uit The Tale of Peter Rabbit (1902)

Peter Rabbit (in de Nederlandse vertaling: Pieter Konijn) is een fictief antropomorfisch personage in een kinderboekenreeks van de Engelse natuurwetenschapster, illustratrice en schrijfster Beatrix Potter. Hij verscheen voor het eerst in 1902 en in vijf daarop volgende boeken tussen 1904 en 1912.
De kinderboekenreeksen van Beatrix Potter, waaronder de boeken van Peter Rabbit, zijn over de hele wereld vertaald en worden nog steeds in nieuwe uitgaves uitgebracht. Daarnaast bestaan er op Peter Rabbit gebaseerde balletten, films, televisieseries, animatieseries en een lijn Peter Rabbit handelswaren.

## Achtergrond
De moeder van Pieter, mevrouw Josefien Konijn, zijn zusjes Flopsie, Mopsie en Wipstaart wonen in een konijnenhol met een keuken, meubels en een winkel waar mevrouw Konijn verschillende producten verkoopt. Neef Benjamin Wollepluis en Benjamins vader, meneer Benjamin Wollepluis, zijn familie van Pieter.

Peter Rabbit

Pieter Konijn is vernoemd naar het konijn van Beatrix Potter, dat zij als kind Peter Piper had gedoopt. Het eerste Pieter Konijnverhaal, The Tale of Peter Rabbit, was oorspronkelijk in 1893 geschreven in een brief naar Noel Moore, de zoon van Potters voormalige gouvernante, Annie Moore. De jongen was ziek, en Potter maakte het verhaal inclusief illustraties voor hem om hem op te vrolijken.
In 1903 werd het eerste commerciële Pieter Konijnverhaal uitgebracht door Potters uitgever Frederick Warne & Co. Het verhaal was onmiddellijk een succes: aan het einde van dat jaar waren er 28,000 exemplaren gedrukt. In 2008 zijn van dit eerste verhaal inmiddels meer dan 40 miljoen exemplaren verkocht. Van de volledige Peter Rabbitserie zijn er dan meer dan 151 miljoen exemplaren verkocht in 35 talen.

Het verhaal van Peter Rabbit - initiële geschiedenis als een brief aan Noel Moore
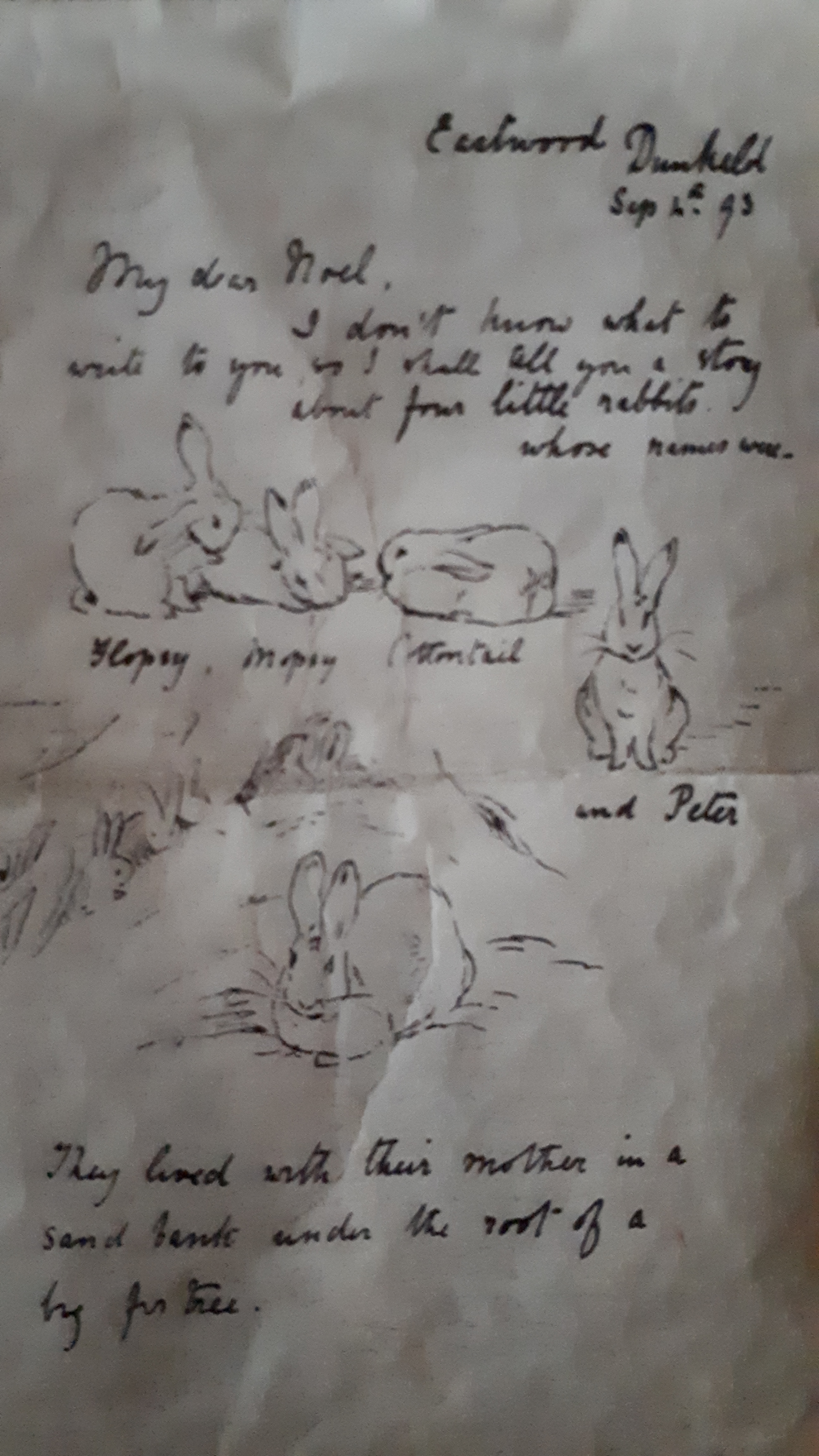
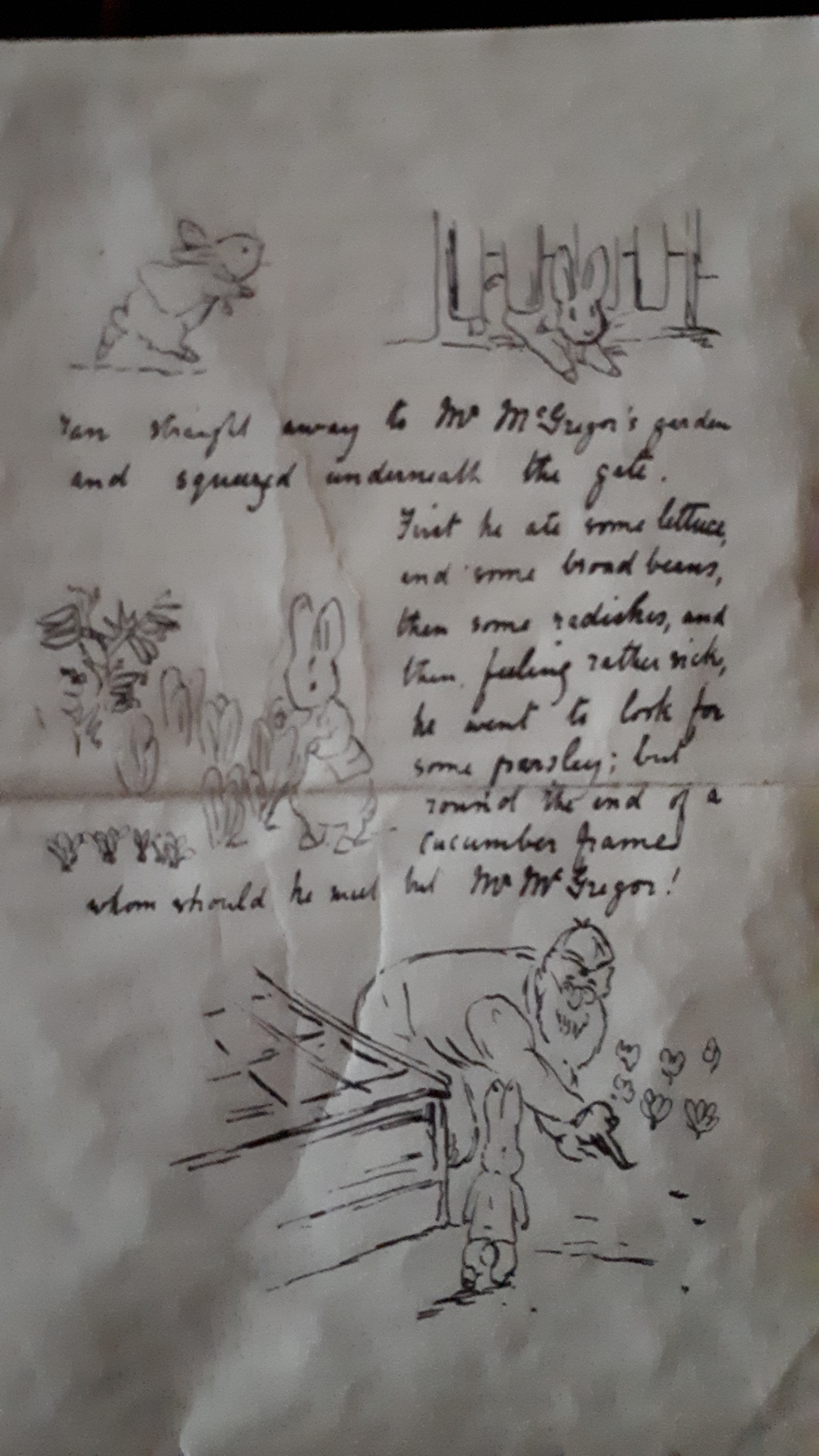
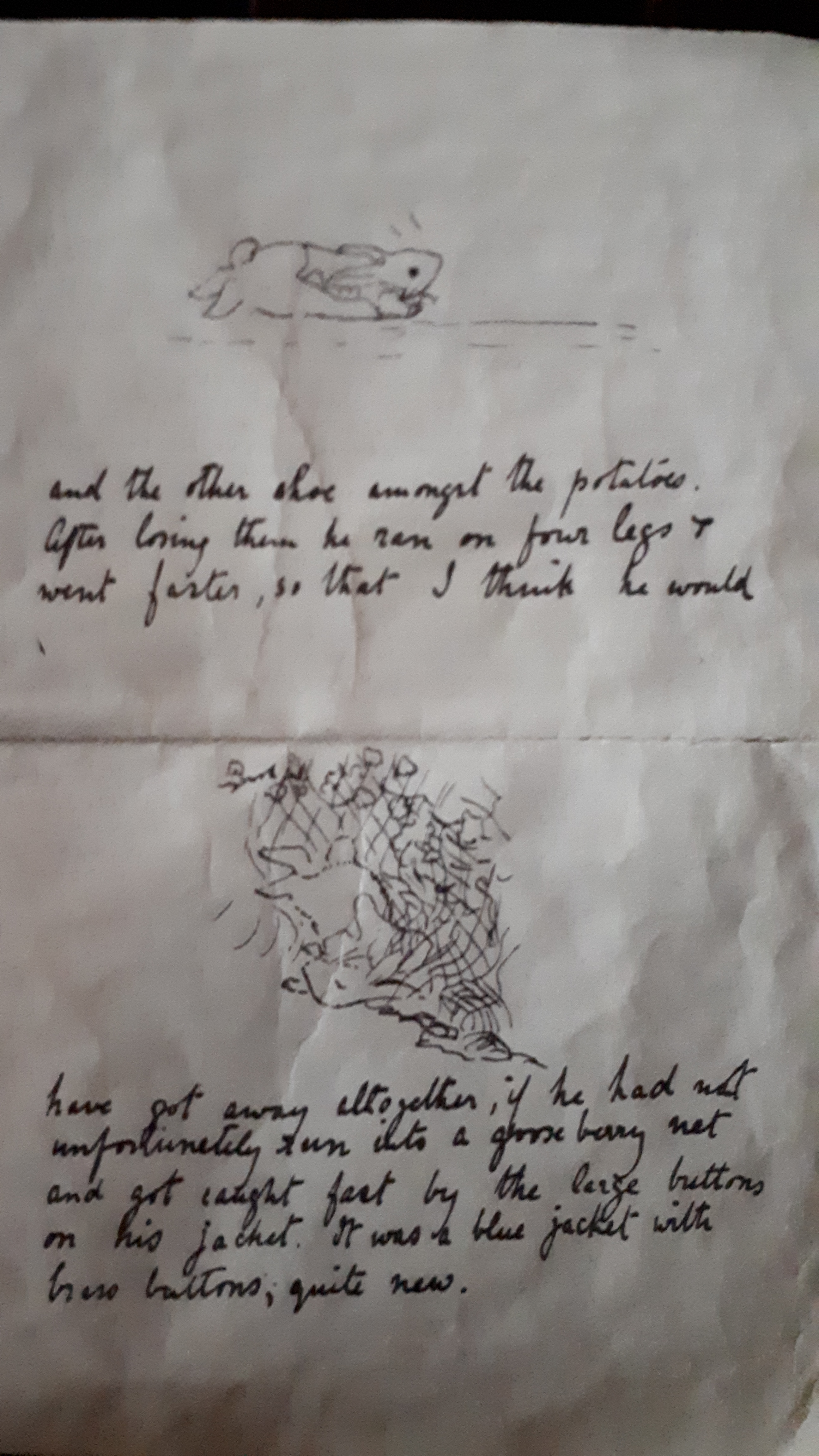
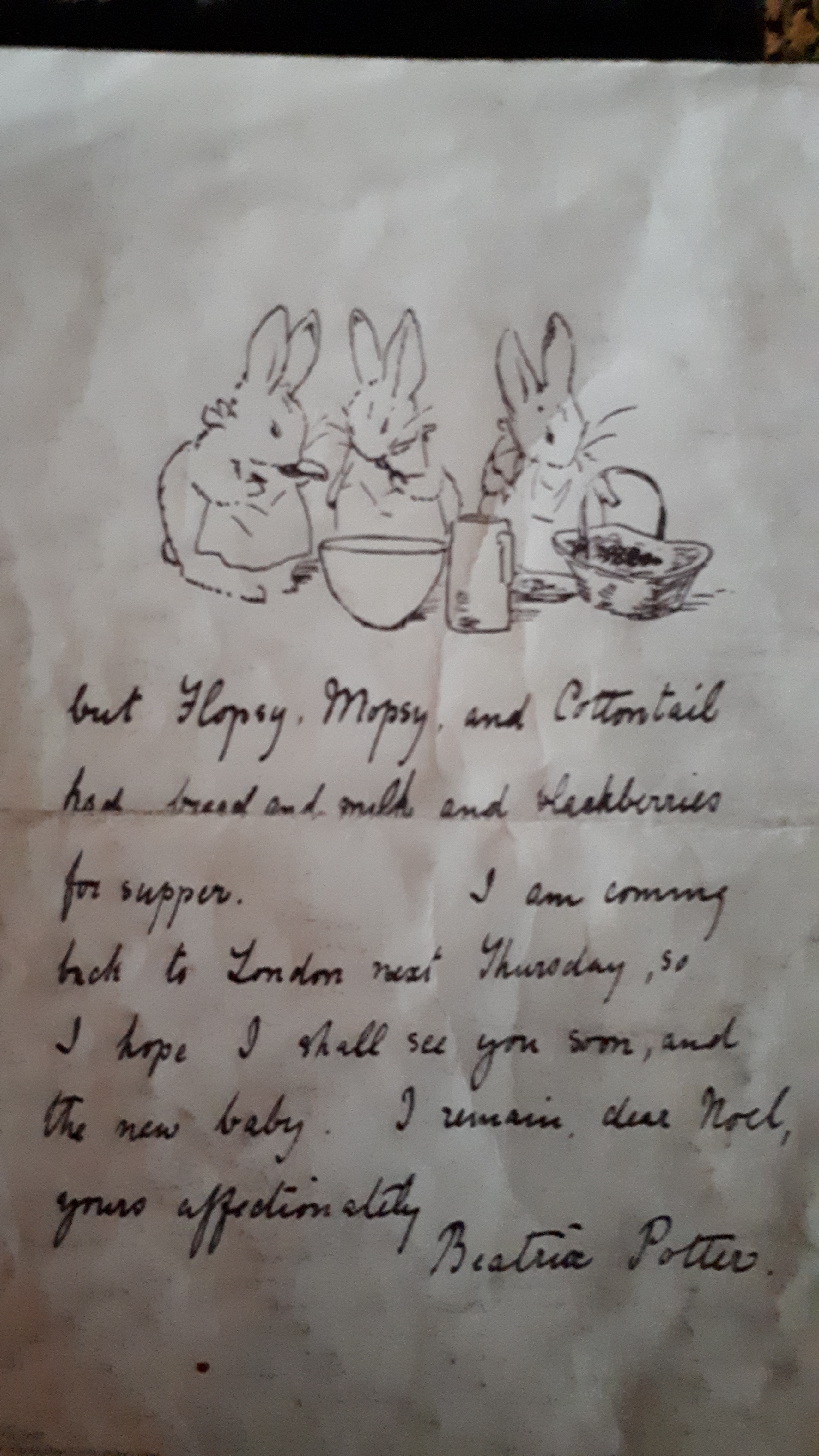